# Premier League Malti 1996-1997
L'edizione 1996-1997 della Premier League maltese è stata l'ottantaduesima edizione della massima serie del campionato maltese di calcio. Il titolo è stato vinto dal Valletta.

## Classifica
|    | Classifica       | G  | V  | N | P  | GF | GS | Dif | Pt |
| -- | ---------------- | -- | -- | - | -- | -- | -- | --- | -- |
| 1  | Valletta         | 27 | 21 | 4 | 2  | 80 | 22 | +58 | 67 |
| 2  | Birkirkara       | 27 | 18 | 6 | 3  | 46 | 21 | +25 | 60 |
| 3  | Floriana         | 27 | 16 | 5 | 6  | 56 | 28 | +28 | 53 |
| 4  | Sliema Wanderers | 27 | 14 | 4 | 9  | 58 | 30 | +28 | 46 |
| 5  | Ħamrun Spartans  | 27 | 12 | 3 | 12 | 46 | 40 | +6  | 39 |
| 6  | Hibernians       | 27 | 10 | 7 | 10 | 39 | 38 | +1  | 37 |
| 7  | Pietà Hotspurs   | 27 | 11 | 3 | 13 | 35 | 41 | -6  | 36 |
| 8  | Naxxar Lions     | 27 | 5  | 7 | 15 | 18 | 45 | -27 | 22 |
| 9  | Rabat Ajax       | 27 | 5  | 3 | 19 | 32 | 73 | -41 | 18 |
| 10 | Lija Athletic    | 27 | 2  | 0 | 25 | 22 | 94 | -72 | 6  |

## Verdetti finali
- Valletta Campione di Malta 1996-1997
- Rabat Ajax e Lija Athletics retrocesse.